# Pôle des Rapides
 (octobre 2022).
Si vous disposez d'ouvrages ou d'articles de référence ou si vous connaissez des sites web de qualité traitant du thème abordé ici, merci de compléter l'article en donnant les références utiles à sa vérifiabilité et en les liant à la section « Notes et références ».

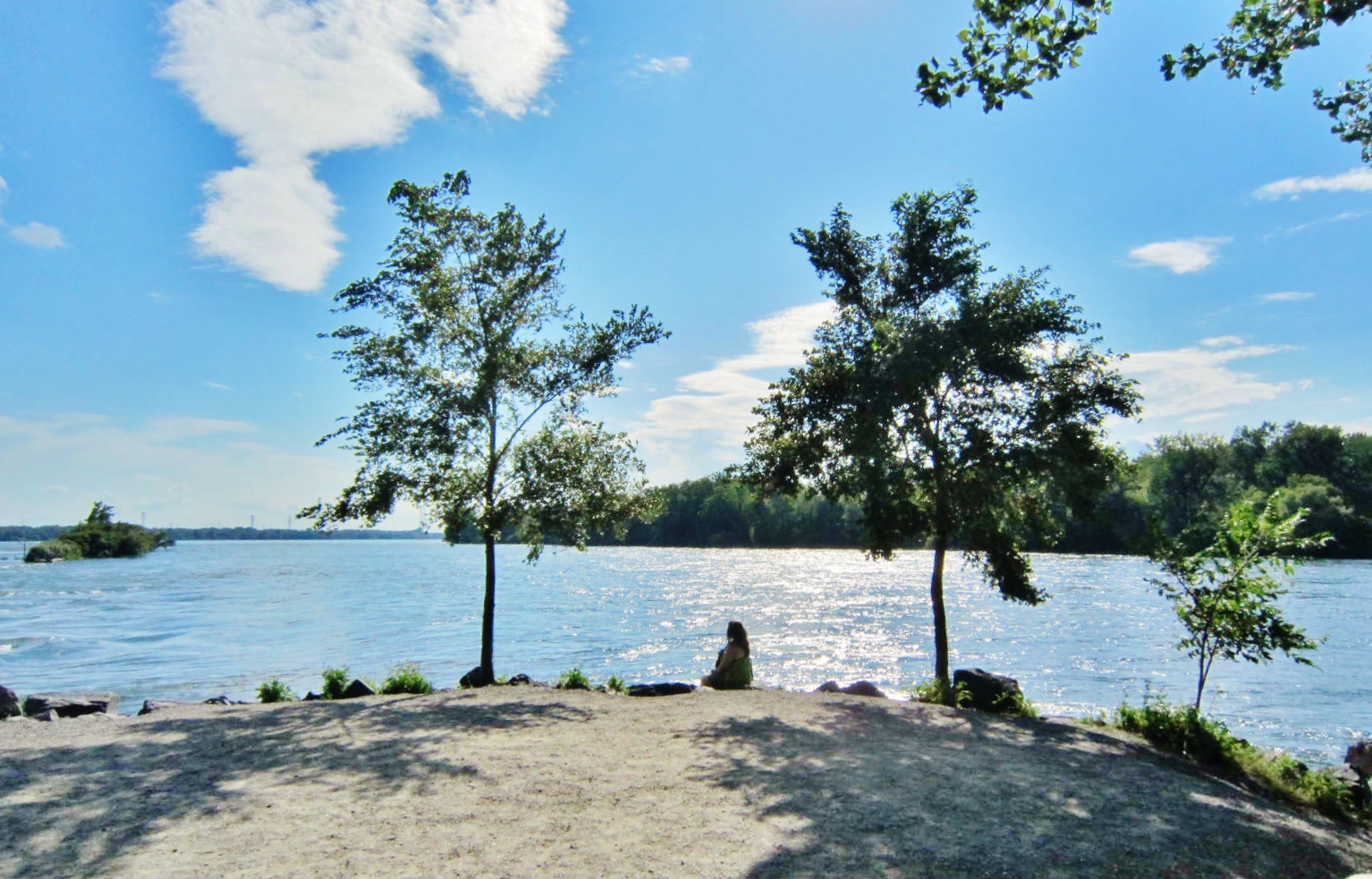
Le pôle des Rapides doit son nom aux rapides de Lachine.

Le Pôle des Rapides est un organisme sans but lucratif qui fait la promotion des attraits récréotouristiques du sud-ouest de Montréal. Cette zone comprend des arrondissements de Lachine, de LaSalle, du Sud-Ouest et de Verdun, longeant le Canal de Lachine jusqu'au fleuve Saint-Laurent. On peut y faire du vélo sur la piste cyclable de 10 km, du rafting et de la planche à voile. On y trouve aussi de nombreux parcs et aires de repos.